# Manifesto futurista della Ceramica e Aereoceramica
Il Manifesto futurista della Ceramica e Aereoceramica fu pubblicato il 7 settembre 1938 sulla Gazzetta del Popolo, a firma di Filippo Tommaso Marinetti, fondatore del movimento futurista e di Tullio d'Albisola, ceramista futurista già noto come tale dal 1925.
La pubblicazione del manifesto faceva seguito a dibattiti sull'avvenire dell'arte tenutisi poco tempo prima, sia in occasione della mostra di aereopittura ospitata da La Gazzetta, sia alla Biennale di Venezia.

## Il manifesto

Filippo Tommaso Marinetti in compagnia di Tullio d'Albisola.

Dopo una premessa sui significativi riconoscimenti ottenuti dall'avanguardia italiana in patria e all'estero, il manifesto invita a "rallegrarsi" esaminando «lo sviluppo novatore della ceramica», che nel lessico del movimento prende il nome di "aereoceramica", a maggior lustro del primato italiano nel settore: i futuristi infatti «valutano la risplendente maiolica classica italiana primato mondiale indiscusso». L'interessamento del movimento a questa forma espressiva si concretizzava nel manifesto «non per imitare ma per dimenticare e superare e rovesciare idee e tecniche di ogni segreto ceramico» secondo il modo di sperimentazione di Tullio d'Albisola, che «porta nella ceramica l'estetica della macchina coi suoi ritmi dominanti». Oppure secondo la "scuola" di Altare. Il manifesto ricorda inoltre Fillia, dal quale nel 1932 «forme sferiche e cubiche furono poste in alto sostenute da basi snelle e dinamiche combinando costruttività plastica con forme librate rotativamente ottenendo l'originalissima nuovissima ceramica prodigio».
Su queste basi i futuristi reclamavano per la ceramica:
A - l'aereopittura sintetica documentaria dinamica di paesaggi e urbanismi visti dall'alto;
B - l'aereopittura trasfiguratrice lirica ebbra di spazio e pericolo;
C - l'aereopittura essenziale mistica e simbolica;
D - l'aereopittura stratosferica cosmica biochimica astronomica dell'infinitamente grande e dell'infinitamente piccolo.
Ciò avrebbe dovuto tradursi nella produzione di opere che applicassero attraverso la "ceramica tattile" la via del tattilismo indicata da Marinetti con "Benedetta".
Si proponeva poi la trasposizione in ceramica di simultaneità ceramiche di stati d'animo contrastanti o armonizzanti, per mezzo di «linee-forza toni privi di verismo forme e colori non narrativi né descrittivi ma suggestivi».
Fra ciò che i futuristi intendevano poi "fare", c'erano anche «strade e piazze d'oroceramico - terrazze e fontane di indacoceramico» e, come evoluzione pratica di questo punto, «cieli di ceramica irrigati d'acque fresche e grondanti profumi fiori e sole da vendere o regalare alle funebri gelate fangose città nordiche». Il manifesto portava a questo riguardo l'esempio del «cielo tipo CAPRI», un prodotto definito potenzialmente adatto ad Ostenda, nonché un «mare tipo PORTOFINO» ipotizzato ideale per Calais e Folkstone.
Il manifesto si chiude con citazioni di Boccioni e di Mussolini.

## La ceramica futurista
Le possibilità espressive del materiale ceramico, usato tal quale o come tessera musiva, furono individuate come adatte alla poetica del movimento futurista da ben prima della redazione del manifesto.
Ampiamente celebrata nel manifesto, la località ligure di Albissola (Albisola gioielleria imperiale) costituì effettivamente il centro principale di ceramica futurista. Qui aveva sede la Manifattura Mazzotti in cui era cresciuto artisticamente Tullio d'Albisola insieme con suo fratello Torido d'Albisola, i quali altri non erano che i figli del Mazzotti stesso e che misero l'officina a disposizione degli altri artisti aderenti al Movimento per la realizzazione delle loro opere. Vi passarono fra gli altri Bruno Munari, Lucio Fontana, Fancello, Strada, Nicolaj Dijulgheroff; la Manifattura oggi ospita un museo in cui sono raccolte alcune di queste creazioni. Al di là della notorietà raggiunta dai fratelli Mazzotti, Albisola era già uno dei centri più importanti per le lavorazioni ceramiche, caratterizzandosi per un fiorente artigianato nello stile detto "Antico Savona"
Oltre ad Albisola, l'intervento futurista sulla ceramica si sviluppò anche ad Altare, altro sito del Savonese noto per una tradizione artigiana di arte vetraria risalente al XII secolo, in cui operarono fra gli altri Enrico Bordoni, Oreste Saroldi e Isidoro Bormioli.